# Koń śląski

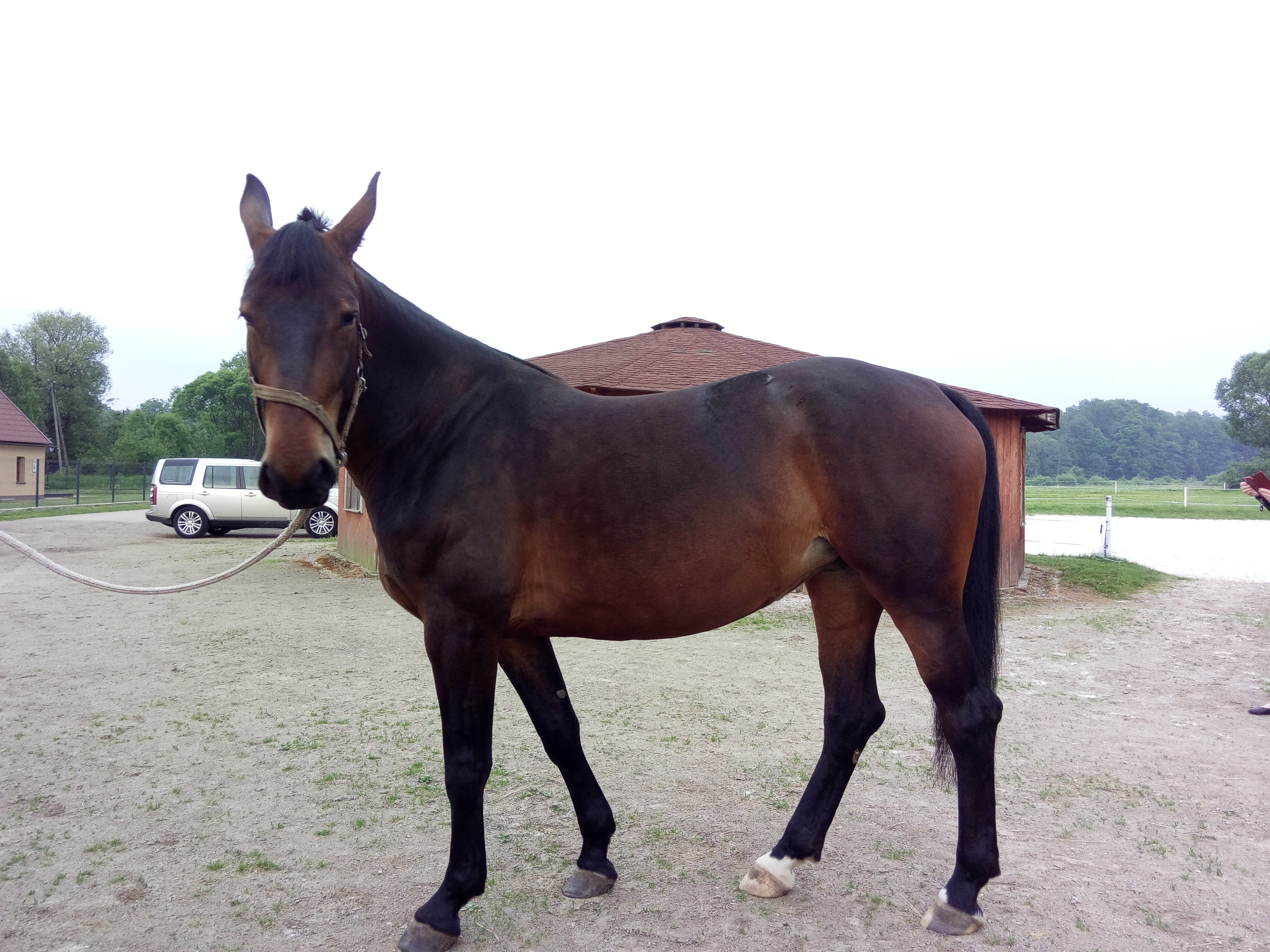
Czteroletnia klacz rasy koń śląski

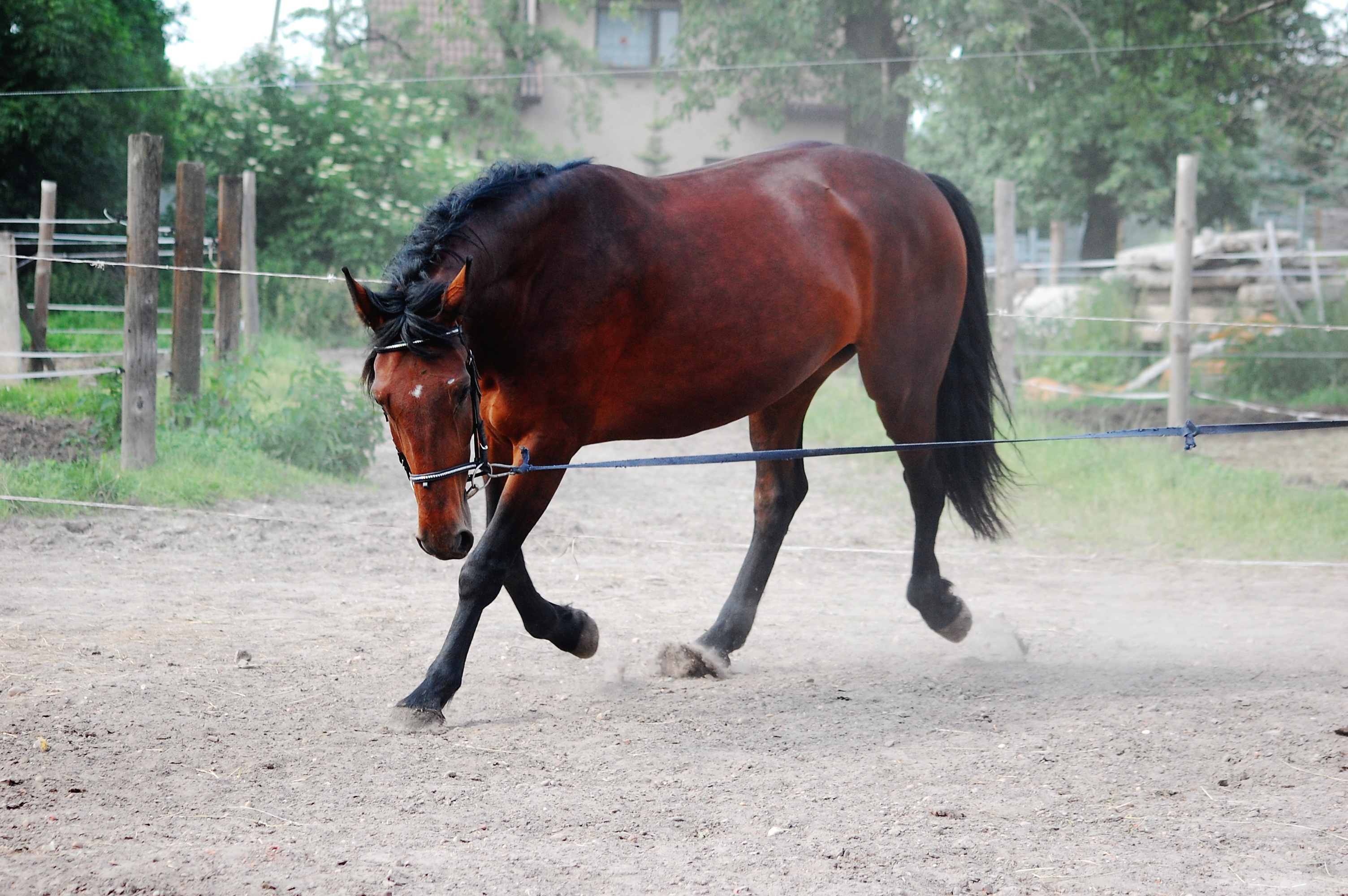
Gniada klacz rasy koń śląski

Koń śląski (niem. Schlesisches Warmblut) – rasa koni powstała na bazie koni z terenów Dolnego i Górnego Śląska. Rasa ta odnosi duże sukcesy jako konie zaprzęgowe w dyscyplinie powożenia. Współcześnie rasa ta występuje w dwóch typach: starym i nowym.

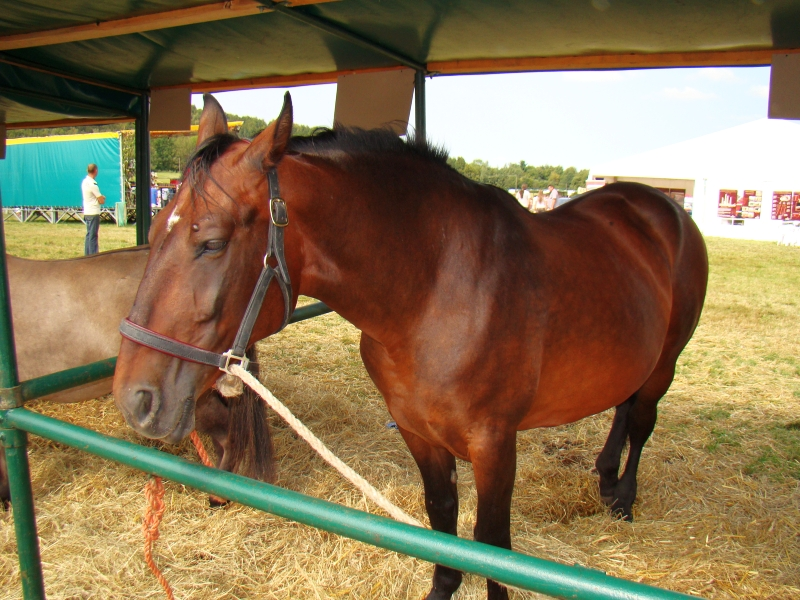
Koń śląski

## Historia rasy
Planowa hodowla tych koni rozpoczęła się w XIX wieku w stadach ogierów w Lubiążu i Koźlu. Miejscowe klacze, mające często orientalnych przodków, kojarzono z ogierami oldenburskimi i wschodniofryzyjskimi, będącymi najmasywniejszymi niemieckimi końmi gorącokrwistymi. W latach 1880–1939 ukształtowano hodowlę konia w typie konia oldenburskiego, choć szlachetniejszego i suchszego.
Po II wojnie światowej rasę utrzymano poprzez dolew krwi koni oldenburskich. Dzięki zamiłowaniu hodowców oraz możliwości użytkowania roboczego w rolnictwie, rasa przetrwała na Śląsku, a także zyskała popularność w Polsce południowo-wschodniej. Ważnymi ośrodkami hodowlanymi stały się Stada Ogierów w Koźlu, Stado Ogierów w Książu  oraz Stadnina koni w Strzegomiu.

## Pokrój
Konie o łagodnym usposobieniu, wydajnych i eleganckich chodach, chętnie pracujące z człowiekiem. 

### Koń śląski starego typu
Koń ten odznacza się masywną, lecz harmonijną budową ciała. Głowa duża, ciężka i koścista, dopuszcza się profil garbonosy. Ganasze powinny być duże i wyraźne. Długa i mocno umięśniona szyja, mocna niepodkasana kłoda i mocny grzbiet. Zad szeroki, umięśniony, lekko skośny lub prosty. Szeroka i głęboka pierś. Kończyny o szerokich nadpęciach i suchych stawach, kopyta proporcjonalne. Umaszczenie gniade, ciemnogniade, skarogniade i kare, ewentualnie siwe. Wysokość w kłębie u klaczy: 158–168 cm, u ogierów: 160–170 cm.

### Koń śląski nowego typu
Typ wierzchowy, lżejszy i bardziej szlachetny od konia typu starego. Delikatniejsza głowa, dłuższa i bardziej wyniosła szyja, bardziej skośna łopatka i zad. Wysokość w kłębie u klaczy: 162–168 cm, u ogierów: 164–170 cm.

## Użytkowanie

### Powożenie
Konie śląskie przyczyniły się do wielu sukcesów polskiego powożenia. Władysław Adamczak, startujący w barwach klubu działającego przy ówczesnym SO Książ, powożąc końmi śląskimi zdobył m.in. brązowy medal zespołowo w 1980 roku na Mistrzostwach Świata w Windsorze w Wielkiej Brytanii oraz brązowy medal indywidualnie i srebrny zespołowo na Mistrzostwach Europy w Zug w 1981 roku. Koni śląskich używał w powożeniu także Czesław Konieczny, zdobywca m.in. brązowego medalu na MŚ w powożeniu parami w 1987 roku w Riesenbeck w Niemczech, a także srebrnego zespołowo i IV miejsca indywidualnie na MŚ w 1995 roku w Poznaniu. W roku 2010, powożąc ogierem śląskim Lokan, srebrny medal w MŚ w Powożeniu Zaprzęgami Jednokonnymi zdobył Bartłomiej Kwiatek z Sudeckiego Ludowego Klubu Sportowego Książ. Konie śląskie znajdują się również w czołówce podczas imprez krajowych.
Konie śląskie w nowym, lżejszym typie odgrywają bardzo ważną rolę w promocji tej rasy na arenie międzynarodowej poprzez udział w zawodach powożenia na całym świecie. Rasa ta jest bardzo ceniona przez wielu wybitnych powożących. Jednym z najlepszych koni w zaprzęgu jednego z najznakomitszych powożących wszech czasów Michaela Freunda był koń tej rasy Janosz po Lix.
Rasa ta jest też użytkowana w jeździe rekreacyjnej, a dawniej w także w ujeżdżeniu i skokach przez przeszkody.

### Wydarzenia krajowe
- Coroczne zaprzęgowe próby dzielności ogierów śląskich
- Próby zaprzęgowe dzielności klaczy,
- Krajowy Czempionat Koni Śląskich,
- Wystawy w Siedlcu, Porębie i Poznaniu w ramach Krajowej Wystawy Zwierząt Hodowlanych Polagra-Farm[1].

## Hodowla

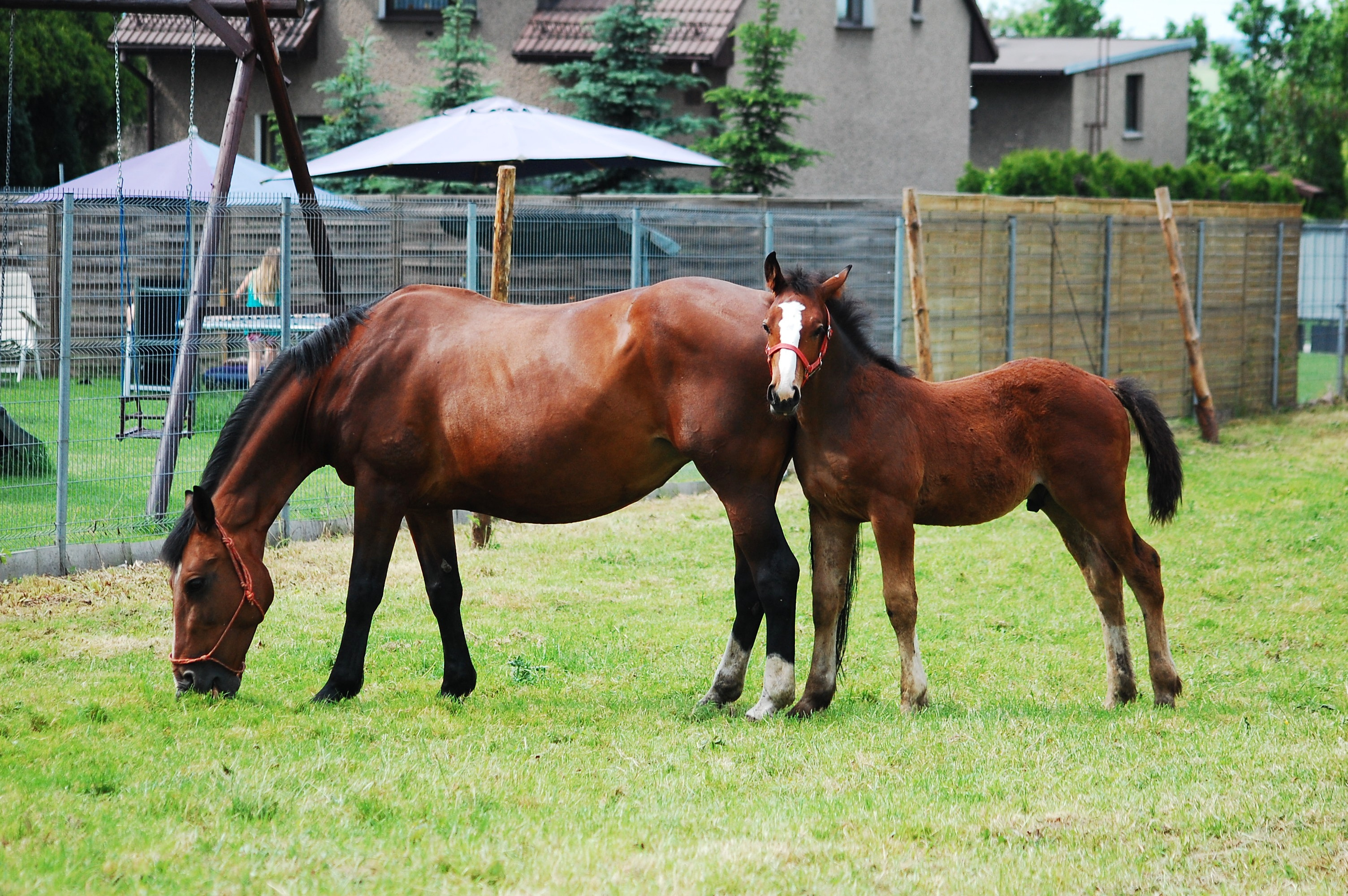
Klacz rasy koń śląski ze źrebakiem

Od II wojny światowej do dziś rasa ta poddana została kilku programom hodowlanym. Hodowla powojenna opierała się na hodowli w sektorze państwowym wspomaganym przez rozdrobnioną hodowlę prywatną. Po przemianach politycznych lat 80 XX w. sytuacja uległa znacznym zmianom i większa część koni znajduje się w posiadaniu prywatnym.
Konie te hodowane są w czystości rasy głównie na terenie Górnego i Dolnego Śląska, oraz w Polsce południowo-wschodniej. Centrum hodowlanym jest Stado Ogierów Książ i działająca przy nim stadnina koni. Konie hodowane są także w dużych gospodarstawch rolnych.
Obecnie występują dwa trendy w hodowli tej rasy:
- utrzymanie odpowiedniej ilości materiału genetycznego konia śląskiego w starym typie;
- hodowla konia śląskiego w nowym typie konia wierzchowego[3].

Obecnie do ksiąg stadnych tej rasy mogą być wpisywane tylko konie wywodzące się od przodków wpisanych do ksiąg koni ras śląskiej i oldenburskiej (hodowanych w czystości rasy – w starym typie). Za konie tej rasy uważa się również konie pochodzące od przodków wpisanych do ksiąg rasy pełnej krwi angielskiej. Dla koni śląskich w starym typie dopuszcza się udział do 4 przodków pełnej krwi angielskiej w 3 pokoleniu, dla koni w nowym typie – do 6 przodków.
Obecnym centrum hodowlanym tej rasy jest obszar Dolnego Śląska (dawny obszar województwa jeleniogórskiego). Do najbardziej cenionych hodowców należą: Ryszard Szorc, Jan Krzecki, Dariusz Smichura, Władysław Salwa, Antoni Barski, Adam Dymitroca, Marcin Szelest, Jan Karmelita, Andrzej Pasternak.

### Hodowla w okresie powojennym dolat 70 XX w.
Okres ten napiętnowany był wieloma trudnościami spowodowanymi zawirowaniami wojennymi, które wywarły negatywny wpływ na hodowlę. Spowodowane było to przede wszystkim zaginięciem znacznej części dokumentacji hodowlanej, jak również trudnościami w ustaleniu pochodzenia uratowanej populacji. Po uporządkowaniu całej sytuacji i ustaleniu celów hodowlanych przystąpiono do planowej hodowli. Nie ma wielu fotografii tej rasy z tamtego okresu.
Zastosowano ogiery wywodzące się z oldenburdzkich linii hodowlanych, wśród których największy wpływ wywarły: Holdek, Diebitsch, Ulan, Rittmeister i Firley. Należy wspomnieć o kilku innych ogierach takich jak: Skat, Marokko i Bruno, który jest ojcem matki wspaniałego Haka, o którym mówiono wśród hodowców, że: „Jak po Haku, to będzie ciągnąć z zawiązanymi oczyma „.

### Przykłady linii hodowanych
HOLDEK:

Zdun sk.gn. ur. 1956 od Zdenka po Bruno od Zocha

Kord c.gn. ur. 1960 od Karabela

Diadem I gn. ur. 1950 od Gerda
ULAN:

Fakir c.gn. ur. 1959 od Fanny

Awers gn. ur. 1956 od Antena

Grunt sk.gn. ur. 1953 od Grusza
FIRLEY:

Chomik sk.gn. ur. 1953 od Cytadela

Inkarnat c.gn. ur. 1954 od Iwonka

Helikopter k. ur. 1956 od Helia

Onufry gn. ur. 1957 od Ola

Inwit c.gn. ur. 1958 od Iwonka

Perlon k. ur. 1961 od Paula

Cytat k. ur. 1962 od Cytadela

Wrangel k. ur. 1964 od Wartownia
DIEBITSCH:

Autor gn. ur. 1947 od Alberta